# Толиати
Толиати (на руски: Тольятти) е град в Русия, административен център на Ставрополския район, 2-ри по жители в Самарска област.
Населението му е 719 484 души през 2011 г. Той е най-населеният град в страната, който не е административен център на субект (република, край, област) на Руската федерация. Автозаводският район в града е най-населеният район в Русия с 435 хил. жители.
Наречен е на изтъкнатия деец на Италианската комунистическа партия Палмиро Толяти (1893 – 1964). Името му е Ставропол (или Ставропол Велики) до 1964 г.
Автомобилното предприятие АвтоВАЗ доминира в местната икономика, поради което наричат града Руски Детройт или Автомобилна столица на Русия.

## Побратимени градове
- Волфсбург, Германия
- Казанлък, България
- Лоян, Китай
- Флинт, Мичиган, САЩ
- Мингечевир, Азербайджан

## Забележителности
- Паметник на предаността